# Mareike Thomaier
Mareike Thomaier (* 25. August 2000 in Köln) ist eine deutsche Handballspielerin, die für den Bundesligisten HSG Bensheim/Auerbach aufläuft.

## Karriere

### Im Verein
Mareike Thomaier begann das Handballspielen im Jahr 2006 beim SV Blau-Weiß Hand. Im Jahr 2011 schloss sie sich Bayer Leverkusen an. Mit der A-Jugend von Bayer Leverkusen wurde die Rückraumspielerin 2017 deutsche Vizemeisterin. Im darauffolgenden Jahr errang sie mit Bayer die deutsche A-Jugendmeisterschaft. Im Finale verwandelte sie den siegbringenden Siebenmeter. Zusätzlich lief Thomaier in der Saison 2017/18 für die 2. Damenmannschaft in der 3. Liga auf und warf insgesamt 123 Tore. Daraufhin unterschrieb Thomaier einen Bundesligavertrag, jedoch wurde sie in der anschließenden Saison überwiegend in der A-Jugend sowie in der 2. Mannschaft eingesetzt. Mit der A-Jugend erreicht sie 2019 nochmals das Finale um die deutsche Meisterschaft, welches jedoch mit 21:22 gegen Borussia Dortmund verlorenging. Thomaier wurde zum MVP des Finalturniers gewählt. In der Saison 2019/20 erzielte sie insgesamt 37 Treffer in der Bundesliga.
Ihr Vertrag mit Bayer Leverkusen wurde im September 2021 bis zum Jahr 2024 verlängert. Ab Sommer 2024 unterschrieb sie einen Vertrag bei der SG BBM Bietigheim, welche seit 2024 in der Bundesliga unter dem HB Ludwigsburg spielt. Mit Ludwigsburg gewann sie 2025 sowohl die deutsche Meisterschaft als auch den DHB-Pokal. Im Sommer 2025 schloss sie sich dem Ligakonkurrenten HSG Bensheim/Auerbach an.

### In Auswahlmannschaften
Thomaier nahm mit der deutschen Juniorinnen-Nationalmannschaft an der U-19-Europameisterschaft 2019 in Ungarn teil, das die DHB-Auswahl mit dem 9. Platz beendete. Sie gab am 1. Oktober 2020 ihr Debüt für die deutsche A-Nationalmannschaft. Mit Deutschland belegte sie bei der Weltmeisterschaft 2023 den sechsten Platz. Thomaier erzielte im Turnierverlauf zwölf Treffer.